# Лойтер, Софья Михайловна
Софья Михайловна Лойтер (род. 1934) — советский и российский фольклорист и литературовед; доктор филологических наук, профессор кафедры литературы и журналистики Петрозаводского государственного университета.

## Биография
Родилась 6 июля 1934 года в Житомире. В 1958 году с отличием окончила филологический факультет Петрозаводского университета. Преподавала русский язык и литературу в Надвоицкой сельской школе. В 1965 году заочно окончила аспирантуру Ленинградского библиотечного института. В 1967 году защитила кандидатскую диссертацию «Проблемы романтического в творчестве Л. А. Кассиля», в 2002 году — докторскую «Русская детская литература XX века и детский фольклор: проблемы взаимодействия».
Более 40 лет отработала в Карельском государственном педагогическом институте, ныне это Институт педагогики и психологии Петрозаводского государственного университета. С 1996 года профессор кафедры литературы, позднее — литературы и журналистики. Заслуженный деятель науки Республики Карелия (1999).

## Исследования
Главные темы исследования — это детский фольклор и детская литература и их взаимодействие. В частности, она занималась собиранием детского фольклора, изучением детского традиционного и школьного фольклора, в том числе «страшных» историй, девичьих альбомов, рукописных рассказов, игр в страну-мечту (детских игровых утопий), — последняя тема была введена в научный оборот именно Лойтер; также она подробно изучала детскую поэзию.
Среди других тем исследования: проблемы полевой и теоретической фольклористики, проблемы и история фольклористики Карелии; биографии учителей — карельских краеведов; поэзия Марии Петровых; литературно-фольклорные связи в творчестве Б. В. Шергина, С. Г. Писахова, Н. П. Колпаковой, А. А. Ахматовой и др.; проблемы вузовского и школьного преподавания фольклора и др.

## Семья
Муж — Гин Иосиф Михайлович (род. 1931) — филолог, литературный критик, журналист.

## Основные публикации
С. М. Лойтер — автор и составитель 9 книг и более 200 статей.
Книги
- Там, за горизонтом: проблемы романтического в творчестве Льва Кассиля / С. М. Лойтер. — М.: Детская литература, 1973. — 120 с.
- Русский детский фольклор Карелии / Записи, сост., подг. текстов, вступ. ст., предисл. к разделам; приложение С. М. Лойтер. — Петрозаводск: Карелия, 1991. — 280 с. (Памятники фольклора Карелии).
- Где цветок, там медок: игры, пословицы, загадки Карелии / Записи, сост., лит. обработка, послесловие С. М. Лойтер; Карел. гос. пед. ин-т. [Книга предназначена для детей дошкольного и младшего школьного возраста]. — Петрозаводск, 1993. — 112 с.
- Современный школьный фольклор: пособие-хрестоматия для студентов / С. М. Лойтер, Е. М. Неелов — Петрозаводск: Изд-во ПетрГУ, 1995. — 115 с.
- Феномен детской субкультуры / С. М. Лойтер. — Петрозаводск: Изд-во КГПУ, 1999. — 46 с.
- Русский детский фольклор и детская мифология: исследование и тексты / С. М. Лойтер. — Петрозаводск: Изд-во КПГУ, 2001. — 294 с.
- Поэтика детского стиха в её отношении к детскому фольклору / С. М. Лойтер. — Петрозаводск: Изд-во ПетрГУ, 2005. — 214 с.
- На поле — поляне, на море — океане: хрестоматия по русскому фольклору Карелии / Авт.-сост. С. М. Лойтер. — Петрозаводск: Verso, 2009. — 390 с.
- Я вам утро подарю: антология русской детской литературы Карелии / сост. С. М. Лойтер, М. В. Тарасов. — Петрозаводск: Verso, 2009. — 365 с. — 600 экз. — ISBN 978-5-85039-254-3.

Основные статьи
- Лойтер С.Ф. По мотивам и на основе фольклора : (О книгах для детей Н.П. Колпаковой) [печатный текст] / Лойтер, Софья Михайловна, Автор // О литературе для детей. Выпуск. № 20. - Л.: Детская литература, 1976. - С. 39-50.- Библиография  в подстрочных примечаниях .
- Юмор «Кондуита и Швамбрании» Л. Кассиля и детский фольклор // Жизнь и творчество Л. Кассиля / Сост. Л. Э. Разгон. — М.: Детская литература, 1979. — С. 189—202.
- Школьный фольклор в контексте «культуры детства» // Проблемы детской литературы и фольклор: Межвуз. сб. Петрозаводск: изд-во ПетрГУ. 1995. С. 7-14.
- Детские мифологические рассказы // Живая старина. — М. — 1996. № 1. С. 44-45.
- Детские «страшные» истории // Русский школьный фольклор: Сб. статей / Сост. А. Ф. Белоусов. — М.: Ладомир, 1998. С. 56-185.
- Детские утопии, или игра в страну-мечту как явление детского фольклора // Русский школьный фольклор. От «вызываний» Пиковой дамы до семейных рассказов / Сост. А. Ф. Белоусов. — М.: Ладомир, АСТ, 1998. — С. 605—617. — 752 с. — (Русская потаенная литература). — 10 000 экз. — ISBN 5-15-001157-6, ISBN 5-86218-316-7.
- Мифопоэтические мотивы вода-дождь в традиционном детском фольклоре // Фольклористика Карелии. Петрозаводск: изд-во Кар НЦ РАН, 1998. С. 38-48.
- Заметки о детской мифологии // Проблемы детской литературы и фольклор: Межвуз сб. Петрозаводск: изд-во ПетрГУ. 1999. С. 11-20
- Ономатопея в детском фольклоре // Междисциплинарн. семинар-з // Петрозаводск: изд-во Петрозаводской консерватории, 2000. С. 66-67.
- Детский фольклор в истории русской культуры // Образы России в научн., худож. и политич. Дискурсах: Мат. межд. научн. конф. Петрозаводск: ПетрГУ, 2001. С. 37-43.
- Специфика детского фольклора // Проблемы детской литературы и фольклор: Сб. научн. трудов. Петрозаводск: ПетрГУ, 2001. — С. 30-43.
- Краевед И. М. Дуров — собиратель детского фольклора // Проблемы детской литературы и фольклор: Сб. научн. трудов. Петрозаводск: ПетрГУ, 2001. С. 202—210.
- Кумулятивная форма в детском фольклоре: генезис, функция // Язык и поэтика фольклора: Докл. межд. научн. конф. Петрозаводск: ПетрГУ. 2001. С. 150—161.
- Севернорусские варианты старинных детских игр // Локальные традиции в народной культуре Русского Севера: Мат. IV межд. научн. конф. «Рябининские чтения — 2003». Петрозаводск, 2003. С. 89-93 (Гос. ист.-этногр. музей-заповедник «Кижи»).
- Детский фольклор Заонежья: вступ. ст. и публикация // Кижский вестник. Петрозаводск. 2004, № 8. С. 250—275.
- Некоторые проблемы поэтики детского стиха // Проблемы детской литературы и фольклор: Сб. научн. трудов. Петрозаводск: ПетрГУ. 2004. С. 292—301.
- Краевед И. М. Дуров и его коллекция поморских детских игр // Живая старина.— М., 2005. № 1. С. 33-38.
- Материнская поэзия: еврейская колыбельная песня как жанр детского фольклора // Корни (ж.). — М.-Киев. 2005. № 26. С. 99-111.
- Ещё раз о детской игре в страну // Фольклор, постфольклор, быт, литература: Сб. статей к 60-летию А. Ф. Белоусова. — СПб.: Европейски университет, 2006. — С. 59—65. — 364 с. — ISBN 5-94380-075-3.
- Культура детства // Вестник КГПУ. Вып.1. Серия Педагогика, филология. Петрозаводск: изд-во КГПУ. 2006. С. 138—149.
- Старинные детские игры, записанные в Петрозаводске краеведом К. М. Петровым // Краевед: Сб. статей. Петрозаводск: Нац. биб-ка РК, 2007. С. 109—115.